# Thomas Medwin
Thomas Medwin (Horsham, 20 marzo 1788 – Horsham, 2 agosto 1869) è stato un poeta e traduttore britannico.
Nonno del pittore toscano Girolamo Nerli, è conosciuto essenzialmente per le biografie del cugino Percy Bysshe Shelley e per i ricordi del suo amico fidato lord Byron. 

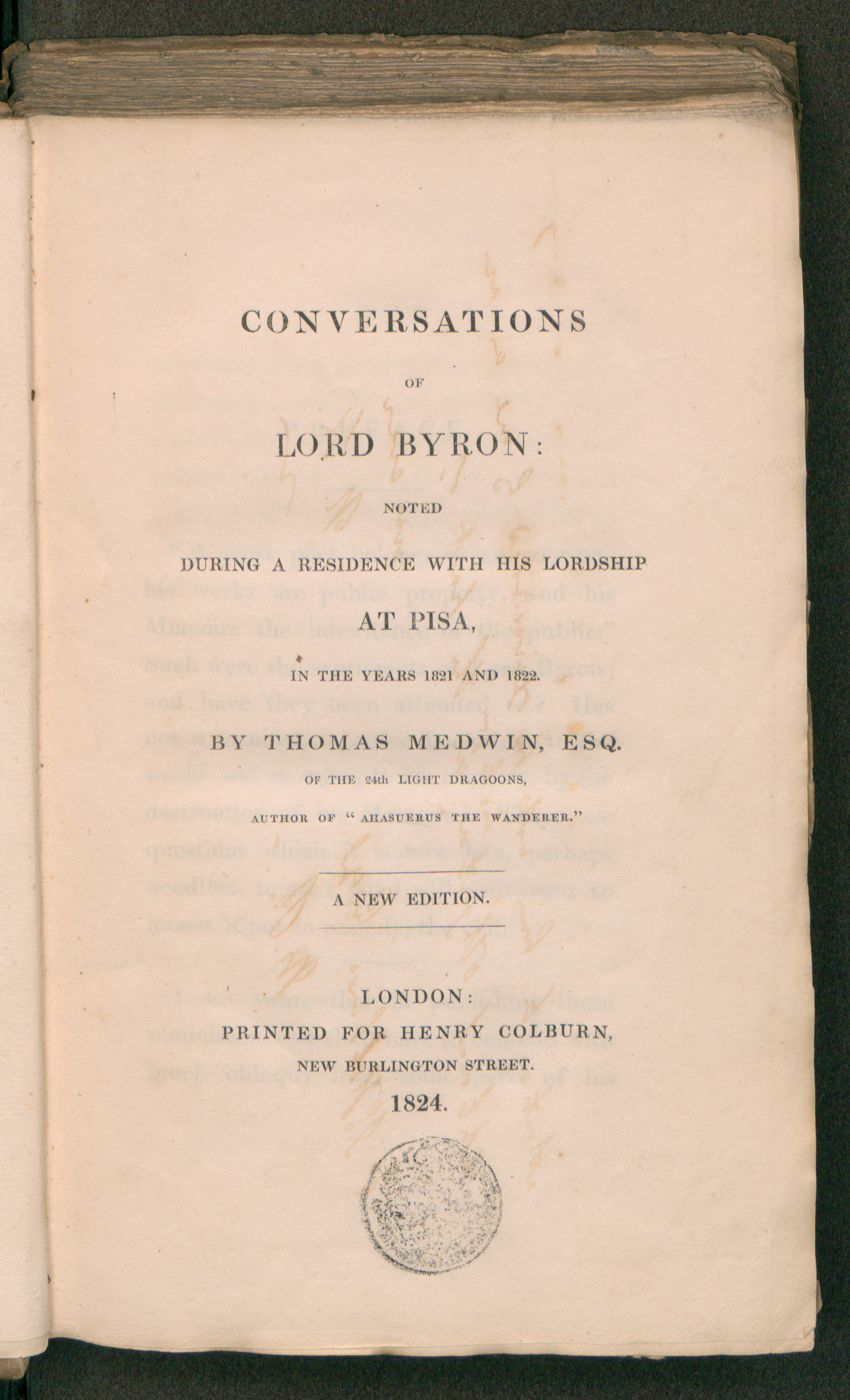
Frontespizio dell'opera Conversation of Lord Byron, 1824. (Da BEIC, Biblioteca digitale)

## Opere
- Oswald and Edwin, an Oriental Sketch, Ginevra, 1821.
- Sketches in Hindoostan with Other Poems, Londra, 1821.
- Ahasuerus, The Wanderer; Dramatic Legend in Six Parts, Londra, 1823.
- The Death of Mago tradotto dall'Africa di Petrarca; in Ugo Foscolo, Essays on Petrarch (Londra 1823) pp. 215, 217
- Journal of the Conversations of Lord Byron. Noted during a residence with his Lordship at Pisa, in the Years 1821 and 1822 (Londra, 1823)
- Prometheus Bound “ (traduzione da Eschilo), Siena 1927; Londra, 1832; Fraser's Magazine XVI (agosto 1837), 209–233
- Agamemnon (traduzione da Eschilo), Londra, 1832; Fraser's Magazine XVIII (novembre 1838), pp. 505–539
- The Choephori (traduzione da Eschilo), Fraser's Magazine VI, (Londra 1832), pp. 511–535
- The Shelley Papers; Memoirs of Percy Bysshe Shelley” (Londra, 1833)
- The Persians (traduit d'Eschyle), Fraser's Magazine VII (gennaio 1833) pp. 17–43
- The Seven Against Thebes (traduzione da Eschilo), Fraser's Magazine VII (aprile 1833) pp. 437–458
- The Eumenides (traduzione da Eschilo), Fraser's Magazine IX (maggio 1834) pp. 553–573.
- The Angler in Wales, or Days and Nights of Sportsmen (Londra, 1834)
- The apportionment of the world, from Schiller, tradotto da Thomas Medwin. Bentley's Miscellany IV p. 549 (dicembre 1837).
- The Three Sisters” A Romance of Real Life, Bentley's Miscellany III (gennaio 1838)
- The Two Sisters Bentley's Miscellany  III (marzo 1838)
- Canova: Leaves from the Autiobiography of an Amateur Frasers Magazine XX (settembre 1839)
- My Moustache", Ainsworth's Magazine, I, pp. 52–54 (1842)
- Lady Singleton, or, The world as it is". Cunningham & Mortimer (Londra, 1843)
- The Life of Percy Bysshe Shelley (Londra, 1847)
- Oscar and Gianetta: From the German of a Sonnetten Kranz, by Louis von Ploennies, The New Monthly Magazine XCI (marzo 1851) pp. 360–361
- To Justinus Kerner: With a Painted Wreath of Bay-Leaves, The New Monthly Magazine XCI (novembre 1854) p. 196
- Nugae (Heidelberg, 1856), commentata da Medwin e contenente i suoi poemi.
- Odds and Ends, Heidelberg, 1862
- The Life of Percy Bysshe Shelley, Londra, 1913. Nuova edizione, commentata da H. Buxton Forman.